# فولتا أستورياس 2016
فولتا أستورياس 2016 (بالإسبانية: Vuelta a Asturias 2016) هو سباق دراجات هوائية، وهو الموسم رقم 59 من نفس السباق، وأقيم خلال الفترة 30 أبريل 2016، وحتى 2 مايو 2016، وامتدّ لمسافة 460.7 كيلومتر، وهو أحد سباقات طواف أوروبا للدراجات 2016، وهو من نوع سباق المرحلة، وقد شارك في السباق 112 متسابقاً ووصل إلى نهايته 93 متسابقاً.
فاز فيه بالمركز الأول هيو كارثي، وبالمركز الثاني سيرجيو بارديلا، وبالمركز الثالث دانييل مورينو، والفائز حسب ترتيب السرعة دييغو ميلان، والفريق الفائز في ترتيب الفرق Caja Rural-Seguros RGA 2016.

## الفرق
| فريق عالمي- موفيستار فريق قاري محترف- كاجا رورال-سيغوروس 2016 ‏ فرق قارية (12)- Boyacá Raza de Campeones ‏ - برجس بي إتش 2016 ‏ - Java–Partizan Pro Cycling Team ‏ - D'Amico–UM Tools ‏ - موسم يوسكادي مورياس 2016 ‏ - Inteja Dominican Cycling Team ‏ - Lokosphinx ‏ - Louletano Desportos Clube (cycling) ‏ - فريق مانزانا بوستوبون 2016 ‏ - Massi-Kuwait Project - Rádio Popular–Paredes–Boavista ‏ - W52–FC Porto ‏ فريق وطني- فريق إسبانيا لركوب الدراجات للرجال 2016 ‏ |  |
| |  |

## المراحل
| قائمة المراحل | قائمة المراحل | قائمة المراحل             | قائمة المراحل | قائمة المراحل | قائمة المراحل   | قائمة المراحل |
| المرحلة       | التاريخ       | الدورة                    |               | المسافة (كم)  | الفائز بالمرحلة | القائد العام  |
| ------------- | ------------- | ------------------------- | ------------- | ------------- | --------------- | ------------- |
| 1             | 30 أبريل      | أوفييدو – Alto del Acebo ‏ | مرحلة جبلية   | 152.5         | هيو كارثي       | هيو كارثي     |
| 2             | 1 مايو        | كانغاس ديل نارثيا –       | مرحلة جبلية   | 186.7         | كارلوس بيتانكور | هيو كارثي     |
| 3             | 2 مايو        | Güeñu ‏ – أوفييدو          | مرحلة جبلية   | 121.5         | دانييل مورينو   | هيو كارثي     |

## النتيجة

### مرحلة 1
أجريت في 30 أبريل 2016، وامتدّت لمسافة 152.5 كيلومتر.
| التصنيف العام | التصنيف العام           | التصنيف العام   | التصنيف العام                 | التصنيف العام |        |
| الدراج        | الدراج                  | البلد           | الفريق                        | الوقت         | السرعة |
| ------------- | ----------------------- | --------------- | ----------------------------- | ------------- | ------ |
| 1.            | هيو كارثي               | المملكة المتحدة | Caja Rural-Seguros RGA        | 4 س 10 د 30 ث |        |
| 2.            | سيرجيو بارديلا          | إسبانيا         | Caja Rural-Seguros RGA        | + 26 ث        |        |
| 3.            | جاريكويتز برافو         | إسبانيا         | Euskadi Basque Country-Murias | + 34 ث        |        |
| 4.            | Mikel Bizkarra ‏         | إسبانيا         | Euskadi Basque Country-Murias | + 44 ث        |        |
| 5.            | هاينر بارا              | كولومبيا        | Boyacá Raza de Campeones      | + 54 ث        |        |
| 6.            | دانييل مورينو           | إسبانيا         | موفيستار                      | + 1 د 01 ث    |        |
| 7.            | خافيير مورينو           | إسبانيا         | موفيستار                      | + 1 د 16 ث    |        |
| 8.            | انجيل مادرازو           | إسبانيا         | Caja Rural-Seguros RGA        | + 1 د 21 ث    |        |
| 9.            | فابريسيو فيراري         | الأوروغواي      | Caja Rural-Seguros RGA        | + 1 د 56 ث    |        |
| 10.           | أنطونيو كارفاليو (دراج) | البرتغال        | W52-FC Porto                  | + 1 د 56 ث    |        |

### مرحلة 2
أجريت في 1 مايو 2016، وامتدّت لمسافة 186.7 كيلومتر.
| التصنيف العام | التصنيف العام           | التصنيف العام   | التصنيف العام                 | التصنيف العام |        |
| الدراج        | الدراج                  | البلد           | الفريق                        | الوقت         | السرعة |
| ------------- | ----------------------- | --------------- | ----------------------------- | ------------- | ------ |
| 1.            | هيو كارثي               | المملكة المتحدة | Caja Rural-Seguros RGA        | 8 س 52 د 57 ث |        |
| 2.            | سيرجيو بارديلا          | إسبانيا         | Caja Rural-Seguros RGA        | + 26 ث        |        |
| 3.            | جاريكويتز برافو         | إسبانيا         | Euskadi Basque Country-Murias | + 34 ث        |        |
| 4.            | Mikel Bizkarra ‏         | إسبانيا         | Euskadi Basque Country-Murias | + 44 ث        |        |
| 5.            | دانييل مورينو           | إسبانيا         | موفيستار                      | + 1 د 01 ث    |        |
| 6.            | انجيل مادرازو           | إسبانيا         | Caja Rural-Seguros RGA        | + 1 د 21 ث    |        |
| 7.            | هاينر بارا              | كولومبيا        | Boyacá Raza de Campeones      | + 1 د 21 ث    |        |
| 8.            | فابريسيو فيراري         | الأوروغواي      | Caja Rural-Seguros RGA        | + 1 د 36 ث    |        |
| 9.            | دايفيد رودريغوس         | البرتغال        | Rádio Popular-Boavista        | + 1 د 56 ث    |        |
| 10.           | أنطونيو كارفاليو (دراج) | البرتغال        | W52-FC Porto                  | + 1 د 56 ث    |        |

### مرحلة 3
أجريت في 2 مايو 2016، وامتدّت لمسافة 121.5 كيلومتر.
| الدراج | الدراج | البلد | الفريق | الوقت | السرعة |  |

## التصنيف العام النهائي
| التصنيف العام | التصنيف العام           | التصنيف العام   | التصنيف العام                 | التصنيف العام  |        |
| الدراج        | الدراج                  | البلد           | الفريق                        | الوقت          | السرعة |
| ------------- | ----------------------- | --------------- | ----------------------------- | -------------- | ------ |
| 1.            | هيو كارثي               | المملكة المتحدة | Caja Rural-Seguros RGA        | 11 س 50 د 53 ث |        |
| 2.            | سيرجيو بارديلا          | إسبانيا         | Caja Rural-Seguros RGA        | + 22 ث         |        |
| 3.            | دانييل مورينو           | إسبانيا         | موفيستار                      | + 53 ث         |        |
| 4.            | جاريكويتز برافو         | إسبانيا         | Euskadi Basque Country-Murias | + 55 ث         |        |
| 5.            | Mikel Bizkarra ‏         | إسبانيا         | Euskadi Basque Country-Murias | + 1 د 09 ث     |        |
| 6.            | هاينر بارا              | كولومبيا        | Boyacá Raza de Campeones      | + 1 د 42 ث     |        |
| 7.            | انجيل مادرازو           | إسبانيا         | Caja Rural-Seguros RGA        | + 2 د 04 ث     |        |
| 8.            | أنطونيو كارفاليو (دراج) | البرتغال        | W52-FC Porto                  | + 2 د 16 ث     |        |
| 9.            | دايفيد رودريغوس         | البرتغال        | Rádio Popular-Boavista        | + 2 د 16 ث     |        |
| 10.           | فابريسيو فيراري         | الأوروغواي      | Caja Rural-Seguros RGA        | + 2 د 17 ث     |        |

### الفرق حسب الوقت
| تصنيف الفرق حسب الوقت | تصنيف الفرق حسب الوقت         | تصنيف الفرق حسب الوقت | تصنيف الفرق حسب الوقت |        |
| الفريق                | الفريق                        | البلد                 | الوقت                 | السرعة |
| --------------------- | ----------------------------- | --------------------- | --------------------- | ------ |
| 1.                    | Caja Rural-Seguros RGA        | إسبانيا               | 35 س 35 د 15 ث        |        |
| 2.                    | Euskadi Basque Country-Murias | إسبانيا               | + 3 د 25 ث            |        |
| 3.                    | موفيستار                      | إسبانيا               | + 4 د 42 ث            |        |
| 4.                    | Rádio Popular-Boavista        | البرتغال              | + 7 د 57 ث            |        |
| 5.                    | Burgos BH                     | إسبانيا               | + 9 د 42 ث            |        |
| 6.                    | Boyacá Raza de Campeones      | كولومبيا              | + 11 د 02 ث           |        |
| 7.                    | W52-FC Porto                  | البرتغال              | + 12 د 01 ث           |        |
| 8.                    | Lokosphinx                    | روسيا                 | + 12 د 18 ث           |        |
| 9.                    | Manzana Postobón              | كولومبيا              | + 25 د 24 ث           |        |
| 10.                   | Inteja-MMR Dominican          | جمهورية الدومينيكان   | + 29 د 48 ث           |        |

## وصلات خارجية
- الموقع الرسمي
- فولتا أستورياس 2016 على موقع إحصائيات الدراجات الإحترافية (الإنجليزية)